# Aswarby and Swarby
Aswarby and Swarby est une paroisse civile du Lincolnshire, en Angleterre.